# Vanessa Rodrigues
Vanessa Rodrigues (Porto, 1987), é uma médica portuguesa, conhecida por ter sido capitã da Selecção Portuguesa de Voleibol Feminino. Entre os seus palmarés enquanto jogadora encontram-se: duas Medalhas de Ouro nos Jogos da Lusofonia de 2006 e 2009, cinco Taças de Portugal e uma Supertaça de Portugal. 

## Biografia
Vanessa Iolanda Nogueira Cancelinha de Sousa Rodrigues, conhecida como Vanessa Rodrigues, nasceu no dia 28 de Dezembro de 1987. 
Tinha 8 anos quando começou a jogar voleibol no Boavista FC. É convocada para a selecção nacional em 2002 e ganha o primeiro título nacional na categoria júnior.
Joga pelo Boavista durante 3 épocas como sénior, transfere-se para o Grupo Desportivo e Cultural de Gueifães, onde após uma temporada é convidada a integrar a equipa do Clube Académico da Trofa. É com esta equipa que vence uma taça de Portugal de voleibol, um vice-campeonato e 3 campeonatos nacionais 
Transfere-se novamente, desta vez para o Clube Desportivo Ribeirense da ilha do Pico que era na altura o detentor do título nacional. 
Ao longo da sua carreira desportiva, jogou na posição de distribuidora em várias equipas portuguesas e uma brasileira.,[carece de fontes?] entre elas: Boavista FC, GDC Gueifães , Clube Académico da Trofa, Clube Desportivo Ribeirense, Leixões Sport Clube, CNS Rosário Vólei e Porto Vólei 2014. No estrangeiro jogou pela equipa de voleibol de Pindamonhangaba no Brasil. 
Capitã do AVC Famalicão e da selecção portuguesa de voleibol feminina, jogou pela ultima vez no dia 7 de Março de 2020, dando por encerrado seu percurso enquanto jogadora de voleibol. 
Vanessa que conseguiu conciliar a vida desportiva com os estudos, formou-se em Medicina. Enquanto médica de saúde pública, passou a desempenhar funções de vigilância, gestão dos contactos de risco, isolamento profilático, entre outras, durante a pandemia Covid-19, nos concelhos de Vila do Conde e Póvoa do Varzim. 

## Palmarés
Ao longo da sua carreira como voleibolista na posição de distribuidora, Vanessa Rodrigues ganhou vários palmarés, entre eles: 
- Ganhou duas Taças de Portugal de Voleibol Feminino [12]
- Ganhou uma Supertaça [5]
- Foi tri campeã Nacional Sénior
- Foi duas vezes Vice-Campeã Nacional Sénior
- Foi uma vez Campeã Nacional Júnior
- Foi uma vez Vice-Campeã Nacional Infantil

- Ganhou a Medalha de Ouro nos primeiros da Jogos da Lusofonia que decorreram em Macau, em 2006 [13]

- Ganhou a Medalha de Ouro nos segundos Jogos da Lusofonia que decorreram em Lisboa, em 2009 [14]
- Foi quatro vezes finalista da Taça de Portugal de Voleibol Feminino
- Venceu o Torneio Voleibol Feminino Município da Trofa três vezes, em 2008, 2009 e 2010
- Venceu o I Torneio José Palmeira que decorreu no Porto em 2010

- Venceu o Torneio Novotel que foi disputado no Luxemburgo em 2006

A título pessoal foi considerada: 
- Atleta Revelação do Ano pela Associação de Voleibol do Porto em 2003
- A Melhor Jogadora no Torneio Voleibol Feminino Município da Trofa em 2009

## Ligações Externas
VOLEIBOL: FINAL DA TAÇA DE PORTUGAL 2015